# 李翁月娥
李翁月娥（1958年1月5日—），中華民國新北市政治人物，現任新北市議員，曾任蘆洲市長。2008年曾短暫加入中國國民黨。2020年立法委員選舉獲得中國國民黨禮讓參選，結果敗給余天。

## 選舉紀錄
| 年度 | 選舉屆數             | 選舉區           | 所屬政黨 | 得票數 | 得票率 | 當選標記 | 備註 |
| ---- | -------------------- | ---------------- | -------- | ------ | ------ | -------- | ---- |
| 1998 | 第二屆蘆洲市市長選舉 | 臺北縣蘆洲市     | 無黨籍   | 13,932 | 29.97% |          |      |
| 2002 | 第三屆蘆洲市市長選舉 | 臺北縣蘆洲市     | 無黨籍   | 19,463 | 41.06% |          |      |
| 2005 | 第四屆蘆洲市市長選舉 | 臺北縣蘆洲市     | 無黨籍   | 43,731 | 52.96% |          |      |
| 2010 | 第一屆新北市議員選舉 | 新北市第三選舉區 | 無黨籍   | 26,621 | 8.32%  |          |      |
| 2014 | 第二屆新北市議員選舉 | 新北市第三選舉區 | 無黨籍   | 20,340 | 6.98%  |          |      |
| 2018 | 第三屆新北市議員選舉 | 新北市第三選舉區 | 無黨籍   | 30,566 | 10.40% |          |      |
| 2020 | 第十屆立法委員選舉   | 新北市第三選舉區 | 無黨籍   | 63,832 | 32.45% |          |      |
| 2022 | 第四屆新北市議員選舉 | 新北市第四選舉區 | 無黨籍   | 24,468 | 9.15%  |          |      |

## 外部連結
- 李翁月娥的Facebook專頁
- 新北市議員 李翁月娥 粉絲專页 （页面存档备份，存于）
- 新北市議員 李翁月娥 個人網站
- (PDF). 中央選舉委員會.   [2020-05-25]. （原始内容存档 (PDF)于2020-10-27）.